# Eilema inconcpicualis
Eilema inconcpicualis är en fjärilsart som beskrevs av Sir George Hamilton Kenrick 1914. Eilema inconcpicualis ingår i släktet Eilema och familjen björnspinnare. Inga underarter finns listade i Catalogue of Life.